# یحیی بن ابی‌زید علوی
نقیب ابوجعفر یحیی بن شریف نقیب ابی‌طالب محمد بن ابی‌زید علوی حسنی بصری (وفات ۶۱۳ هجری) شاعر، محدث، نسب‌شناس و ادیب بود. ابن ابی الحدید او را منصف در بحث، غیرمتعصب مذهبی و صحیح عقل می‌داند که اگر علوی بوده، به فضائل صحابه نیز معترف بوده‌است.